# Caj-Åke Andersson
Caj-Åke Felix Andersson, född 20 augusti 1940 i Kirseberg i Malmö, är en svensk före detta handbollstränare och polis. Han har också varit folkpartistisk politiker samt idrottsledare. 

## Karriär
Caj-Åke Andersson var aktiv som handbollsspelare (målvakt) i H43 Lund, fotbollsspelare i BK Flagg och friidrottare i Malmö AI (MAI) men inte någon framstående idrottare. Han valde därför tidigt att satsa på en tränarkarriär. Tränarkarriären började 1970 i Kävlinge HK. Störst framgångar hade han i slutet på 1970-talet och början av 1980-talet då han tränade Vikingarnas IF. Klubben tog SM-guld 1981 med Caj-Åke Andersson som tränare. Han tränade klubben till 1983 men då åkte man ur allsvenskan och Caj-Åke Andersson blev tränare i Malmö BI. Sen kom han till Ystads IF. Han var med om att värva Per Carlén till klubben och denne bidrog ju till Ystads guld 1992. Då var Kent-Harry Andersson tränare i Ystad IF. Dessförinnan hade han 1979 vunnit brons vid U21-VM som förbundskapten för Sveriges U21-landslag. 1980 utsågs han till förbundskapten för Sveriges A-landslag med Roger "Ragge" Carlsson som assisterande. Hans tid som förbundskapten varade bara i två år, för redan 1982 tog Ragge Carlsson över som förbundskapten. 1982 ledde han dock Sverige i ett VM-kval i Frankrike till VM samma år.

## Efter tränarkarriären
Caj-Åke Andersson har hela livet arbetat som polis och slutade som kommissarie i Malmö. Åtminstone 1990-1991 var han ordförande i Ystad IF. Efter Ystad IF:s SM-guld 1992 blev det turbulent i klubben som saknade tränare. 1993 presenteras Caj-Åke Andersson som handbollsbas i Dagens Nyheter men det oklart hur länge han stannade i Ystad IF
Han var sedan lokal- och regionalpolitiker för Folkpartiet och satt bland annat i region Skåne. Han var också ordförande för Folkpartiet i Skåne. Efter att han slutat med politiken 2006 återkom han till handbollen. Av tränaruppdrag blev det inte så mycket men istället blev han idrottsledare. 2010 utsågs han till "årets idrottsskåning" för sina insatser för att få arrangemanget handbolls-VM 2011 till Skåne. 2014 var han styrelseordförande i H43 när klubben gick i konkurs. Efter konkursen riktades skarp kritik mot H43:s styrelse. Han har varit styrelseledamot i Skånes idrottsförbund.

## Privatliv och memoarer
Caj-Åke Andersson har på senare år börjat skriva sina memoarer. Han utkom 2021 med boken Skärvor från Backarna där han berättar om sin uppväxt på Kirseberg (Backarna). 2022 kom den andra boken I allmänhetens tjänst där han berättar om sina första tjugo år som polis.
Andersson är gift med före detta regionrådet i Region Skåne, Katarina Erlingson.